# Liste des indications géographiques protégées françaises
La liste des indications géographiques protégées (IGP) françaises énumère alphabétiquement les produits agricoles et denrées alimentaires - liés à une zone géographique - reconnus de qualité par la réglementation européenne.

## Produits d'origine animale

### Volailles
- Volailles de l'Ain
- Volailles d'Alsace
- Volailles d'Ancenis
- Oie d'Anjou
- Pintade de l’Ardèche
- Poulet de l’Ardèche / Chapon de l’Ardèche
- Poulet des Cévennes / Chapon des Cévennes
- Volailles d'Auvergne
- Volailles du Béarn
- Volailles du Berry
- Volailles de Bourgogne
- Volailles de Bretagne
- Volailles de Challans
- Volailles de la Champagne
- Volailles du Charolais
- Volailles de Cholet
- Volailles de la Drôme
- Volailles du Forez
- Volailles de Gascogne
- Volailles du Gâtinais
- Volailles du Gers
- Volailles de Houdan
- Volailles de Janzé
- Volailles des Landes
- Volailles du Languedoc
- Volailles du Lauragais
- Volailles de Licques
- Volailles de Loué
- Volailles du Maine
- Volailles de Normandie
- Volailles de l'Orléanais
- Chapon du Périgord
- Poularde du Périgord
- Poulet du Périgord
- Volailles du Plateau de Langres
- Canard à foie gras du sud-ouest
- Volailles du val de Sèvre
- Volailles du Velay
- Volailles de Vendée

### Œufs
- Œufs de Loué

### Viande bovine
- Génisse Fleur d'Aubrac
- Le Veau d'Aveyron & du Ségala
- Bœuf de Bazas
- Bœuf charolais du Bourbonnais
- Charolais de Bourgogne
- Bœuf de Chalosse
- Veau du Limousin
- Bœuf du Maine
- Rosée des Pyrénées catalanes
- Bœuf de Vendée

### Viande ovine
- Agneau laiton de l'Aveyron
- Agneau du Bourbonnais
- Agneau du Limousin
- Agneau de Lozère
- Agneau de Pauillac
- Agneau du Périgord
- Agneau du Poitou-Charentes
- Agneau de lait des Pyrénées
- Agneau du Quercy
- Agneau de Sisteron

### Viande porcine
- Boudin blanc de Rethel
- Bulagna de l'Ile de Beauté
- Figatellu de l'Ile de Beauté
- Jambon de l'Ardèche
- Jambon sec des Ardennes
- Jambon d’Auvergne
- Jambon de Bayonne
- Jambon de Lacaune
- Jambon de Vendée
- Jésus de Morteau
- Pâté de campagne breton
- Pancetta de l'Ile de Beauté
- Porc d'Auvergne
- Porc de Franche-Comté
- Porc du Limousin
- Porc de Normandie
- Porc de la Sarthe
- Porc du Sud-Ouest
- Porc de Vendée
- Saucisse de Montbéliard
- Saucisse de Morteau
- Saucisson et saucisse de Lacaune
- Saucisson de l'Ardèche
- Saucisson sec d'Auvergne
- Saucisson sec de l'Ile de Beauté
- Rillettes de Tours
- Boudin noir du Maine

### Poissons
- Anchois de Collioure

### Fruits de mer
- Coquille Saint-Jacques des Côtes-d'Armor
- Huîtres Marennes-Oléron
- Bulot de la Baie de Granville
- Huître de Normandie

### Produits laitiers
- Brillat-Savarin
- Cancoillotte
- Crème fraîche fluide d'Alsace
- Emmental de Savoie
- Emmental français est-central
- Gruyère
- Raclette de Savoie
- Saint-marcellin
- Soumaintrain
- Tome fraîche de l’Aubrac
- Tomme de Savoie
- Tomme des Pyrénées

### Miel
- Miel d'Alsace
- Miel de Provence

## Produits d'origine végétale

### Fruits
- Cerise des coteaux de Vaucluse
- Citron de Menton
- Clémentine de Corse
- Fraise de Nîmes
- Fraise du Périgord
- Kiwi de l'Adour
- Kiwi de Corse
- Melon de Cavaillon
- Melon de Guadeloupe
- Melon du Haut-Poitou
- Melon du Quercy
- Mirabelle de Lorraine
- Pommes des Alpes de Haute-Durance
- Pommes et poires de Savoie
- Pruneau d'Agen
- Pomelo de Corse

### Légumes et plantes potagères
- Ail fumé d'Arleux
- Ail de la Drôme
- Artichaut du Roussillon
- Asperge des Sables des Landes
- Ail rose de Lautrec
- Ail blanc de Lomagne
- Échalote d’Anjou
- Haricot tarbais
- Haricot de Soissons
- Lentille verte du Berry
- Lingot du Nord
- Mâche nantaise
- Mogette de Vendée
- Poireau de Créances
- Pomme de terre de Merville
- Pomme de terre de Noirmoutier

### Céréales, épices et herbes
- Riz de Camargue
- Vanille de l'île de La Réunion
- Petit épeautre de Haute-Provence
- Sel de Guérande
- Sel de l’île de Ré
- Thym de Provence

### Liqueurs et alcools
- Cidre breton
- Cidre de Normandie
- Marc champenois
- Ratafia de Champagne
- Génépi des Alpes

## Produits transformés
- Bergamote de Nancy
- Brioche vendéenne
- Farine de blé noir de Bretagne
- Gâche vendéenne
- Moutarde de Bourgogne
- Pâtes d'Alsace
- Raviole du Dauphiné